# Zella/Rhön
Zella/Rhön est une ancienne commune allemande de l'arrondissement de Wartburg, Land de Thuringe.

## Géographie
Zella/Rhön se situe au nord de la Rhön, dans la réserve de biosphère. La Felda coule à l'est du territoire communal, tandis que la Schmerbach coule à l'ouest.
| Brunnhartshausen |            | Neidhartshausen |
|                  | Zella/Rhön |                 |
| Empfertshausen   |            | Diedorf         |

## Histoire
Le village de Zella est mentionné pour la première fois en 1194 dans un acte de donation et sera pendant plus de 700 ans un village de journaliers.
Lors de la révolte paysanne en 1136, l'abbaye qu'ont fondée les bénédictins est détruite et dissoute après 1550. Jusqu'à la sécularisation en 1802, le lieu est un prieuré.
Zella est la scène d'une chasse aux sorcières en 1660 : Thomas N., le "maître sorcier", subit un procès, bien qu'il n'ait pas avoué sous la torture, il est banni.

## Personnalités liées à la commune
- Robert Anasch (1907-1945), résistant communiste au nazisme.
- Friedrich B. Henkel (né en 1936), sculpteur.